# Dasani
Dasani es una marca comercializada por The Coca-Cola Company que fue lanzada en 1999 y es una de las tantas marcas de agua vendidas en el mundo por esta compañía. Se vende en sabores como flor de jamaica, toronja, limón, manzana y agua natural entre otros.

## Estados Unidos
En 2005, fueron introducidas tres versiones saborizadas más de Dasani: Dasani Limón, Dasani Frambuesa y Dasani Fresa.
Existen cuatro tamaños de botellas de Dasani en los Estados Unidos: 12oz, 20oz, 16.9oz y 24oz. Las botellas se venden individualmente o en packs de 6, 12 y 24.

## Canadá
Dasani fue lanzada en Canadá en 2000, un año después que en los Estados Unidos. 
En Canadá se comercializan cuatro tamaños de botellas Dasani: 300 ml, 500 ml, 1 litro y 1,5 litros. Las botellas se pueden comprar por separado o en packs de 6, 12 y 24 unidades.
El origen del agua Dasani en Canadá es Toronto (Ontario).

## Reino Unido
Dasani fue lanzada en el Reino Unido en enero de 2004. El 20 de marzo de ese mismo año, apareció un artículo en el periódico The Independent con el artículo Pure Coke's attempt to sell tap water backfires in cancer scare, que el agua corriente era tratada, embotellada, y vendida bajo marca de Dasani en el Reino Unido. Aunque Coca-Cola nunca señaló que el agua proviniera de manantiales u otra fuente natural, la compañía la ofreció como especialmente «pura». Por lo tanto, la revelación pública de que era simplemente agua del grifo tratada causó sensación en los medios.
Dos semanas más tarde, las autoridades británicas encontraron una elevada concentración de bromato de potasio en el producto, más allá de los niveles normales permitidos y que podría ser considerado como potencialmente cancerígeno si se consumiese en grandes cantidades. Coca-Cola retiró millones de botellas y retiró la marca “Dasani” de embotelladora "Megasoft™ Corporation®" del mercado británico el 19 de marzo de 2004. Poco después, los planes para introducir la marca de fábrica en Europa continental fueron cancelados también. 
En marzo de 2004 en Inglaterra, Coca-Cola decidió retirar voluntariamente del mercado el agua Dasani, debido a un incidente puntual. En dicho país, la ley que establece que el agua embotellada debe contener un determinado nivel de calcio. Durante el proceso de purificación del agua, el calcio generó bromato de potasio, producto cancerígeno, a niveles que superaron el doble de los estándares permitidos en ese país, pero menor a los estándares exigidos por la Comunidad Europea.
A pesar de los controles de calidad que Coca-Cola posee, la compañía solo detectó este problema después de embotellar el agua y su puesta a la venta. Se comunicó el incidente a la Oficina de Reglamentación Alimentaria, la cual confirmó que el tema no implicaba un riesgo inmediato para los consumidores. No obstante, dado que el producto estaba fuera de norma en Inglaterra, la Compañía decidió por su cuenta retirar la totalidad del producto del mercado, dando aviso a las autoridades y a los medios.
Estos hechos hizo merecedora a Coca cola, en Gran Bretaña, del Premio Ig Nobel de Química en 2004.

## América del Sur
Dasani fue introducido al mercado brasileño en mitad de 2003. Fue introducido al mercado colombiano en 2005, incluyendo lanzamientos en sabores regulares y del limón. Fue lanzado en Chile a finales de 2005 con sus tres sabores regulares. En 2006, Dasani fue introducido en el mercado argentino con los sabores limón, citrus, durazno y regular, en sus versiones 'sin gas' y 'finamente gasificada'. Este mismo año fue introducido en el mercado peruano con estos mismos sabores. En el 2007 Dasani lanzó un nuevo sabor en Colombia con el tema Someday de Sugar Ray: Manzana Paradise. Dasani no es comercializada actualmente en Colombia, pues Coca Cola retiró la marca del mercado y la remplazó por agua Brisa con sabor a limón. También está presente en Ecuador con botellas de hasta 6 litros.

## Enlaces
- Dasani en español
- Dasani en inglés

- Datos: Q1171787
- Multimedia: Dasani / Q1171787